# Otto Sperling
Otto Sperling (ur. 1913, zm. ?) – cywilny nadzorca więźniów w podobozie KL Dachau – Mühldorf i zbrodniarz wojenny.
Był nadzorcą więźniów w Mühldorf od 10 maja 1944 do 2 maja 1945 zatrudnionym na mocy umowy z Organizacją Todt. Sperling przyznał po wojnie, że bił więźniów wszystkimi narzędziami, jakie miał pod ręką (zwłaszcza kijem czy pałką). Kilku więźniów zakatował na śmierć, wielu okaleczył lub pobił do nieprzytomności.
Sperling został osądzony w procesie załogi Mühldorf przez amerykański Trybunał Wojskowy w Dachau. Podczas procesu nie był w stanie przedstawić żadnych dowodów na swoją obronę. Skazany został na karę śmierci przez powieszenie, ale wyrok zamieniono w akcie łaski na dożywocie. Więzienie w Landsbergu opuścił 5 lutego 1954.